# Festa
Pour les articles homonymes, voir Festa (homonymie).
La festa (pluriel festi) est une fête populaire religieuse maltaise qui trouve très certainement son origine dans les fêtes paroissiales.

## Histoire
Les historiens font remonter les festi au XVIe siècle dans les fêtes paroissiales pour honorer le saint patron. Ces fêtes aurait connu beaucoup de fluctuations.
Au XVIe siècle, les fêtes étaient plutôt champêtres, elles réunissaient les paroissiens, sous l'égide du bienfaiteur du village, le jour de la fête du saint patron et étaient l'occasion de faire l'aumône du pain et de monnaie aux nécessiteux. Au XVIIe siècle, ces bienfaiteurs, souvent petite noblesse maltaise, rarement chevalier de Malte, rivalisent de générosité pour faire de la festa de leur village la plus belle de toutes les festi.
D'abord boudées par l'ordre de Saint-Jean de Jérusalem, les chevaliers commencent à s'impliquer au XVIIe siècle. Les fêtes religieuses étaient honorées avec tout le rituel qu'un ordre religieux savait entretenir mais aussi le faste qu'il sied à des princes. Les Hospitaliers de l'ordre de Saint-Jean de Jérusalem honoraient par exemple leur saint patron, saint-Jean, ou leur victoire lors du Grand-Siège, mais aussi l'élection d'un pape ou d'un grand maître des Hospitaliers.

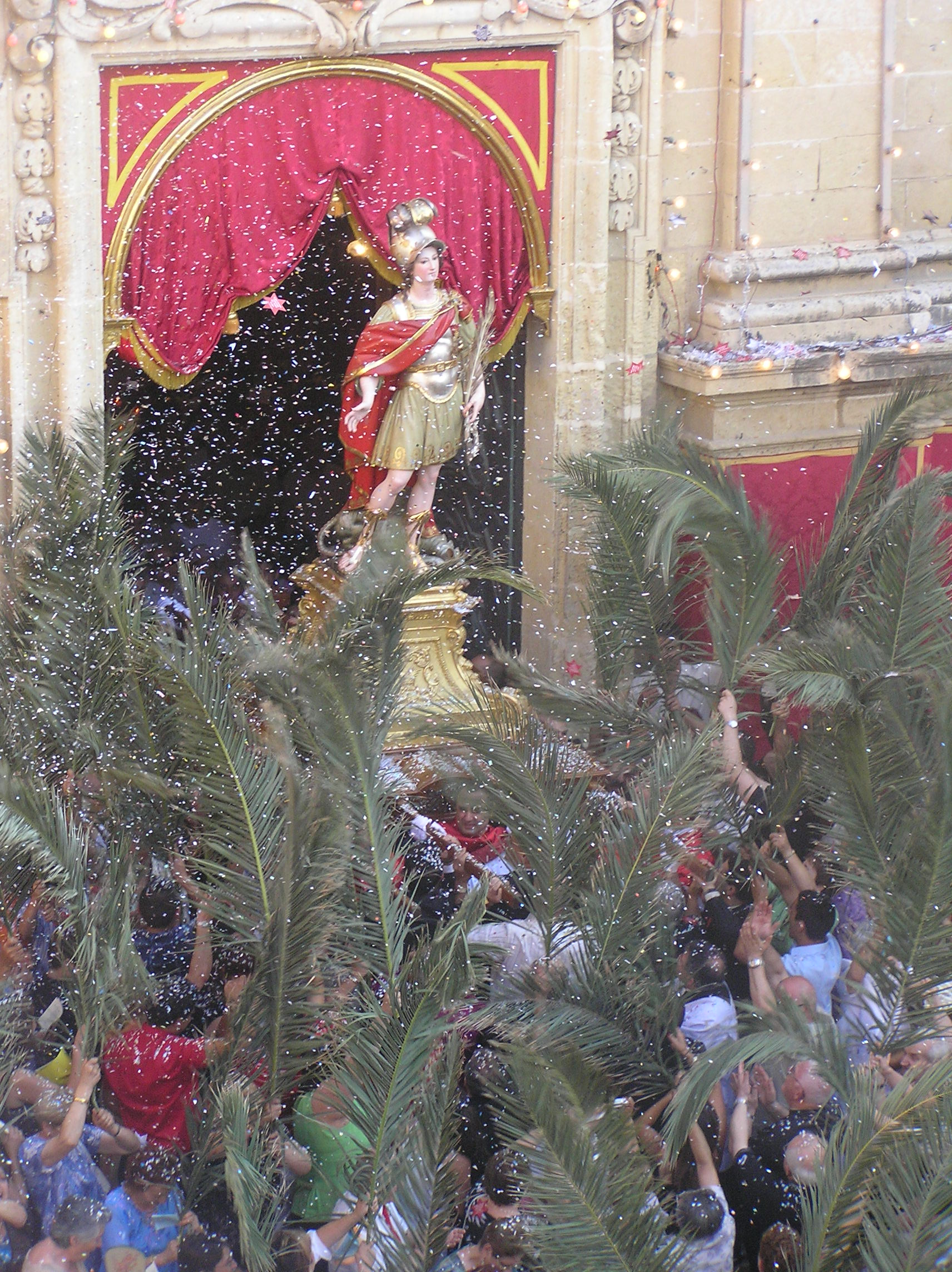
Départ de la procession du dimanche de la statue de San Ġorġ à Victoria

Au XVIIIe siècle, avec le grand maître de Rohan, l'Ordre investit, une partie de sa richesse pour détourner le peuple maltais de sa condition. L'Ordre paye pour décorer les rues, pour illuminer les églises, pour décorer leur nef, pour tirer des feux d'artifice importés à grands frais de Sicile.
La période française et le début de celle britannique paupérisent les festi avant que la population récupère pour les détourner, des habitudes de l'armée d'occupation. Chaque village veut sa fanfare à l'image de celle de l'armée, on tire, dans la journée, d'énormes pétards aériens pour rivaliser avec les salves de canon qui saluent l'entrée des bateaux dans le port de La Valette.
Les îles, prises sous le blitz de la Seconde Guerre mondiale, oublient les festi. Après guerre, la rupture du politique et de l'église, puis de l'opposition des partis entre eux, vont relancer les festi villageoises. C'est à tel ou tel każin (club), à telle ou telle société, à telle ou telle philharmonie, de faire plus et mieux que sa rivale. L'engouement de la population est tellement importante, qu'il va falloir interdire les festi en semaine, les reporter au weekend le plus proche pour éviter l'absentéisme ; au lieu d'une journée, les festi se déroulent maintenant sur deux jours et débordent souvent sur le lundi, ne limitant pas ainsi les inconvénients économiques. La festa est tellement importante dans la vie des maltais, que ses éléments émigrés reviennent visiter leur famille à cette occasion.
« La festa villageoise maltaise, une célébration communautaire annuelle » est inscrite sur la liste représentative du patrimoine culturel immatériel de l'humanité par l'UNESCO en décembre 2023.

## Déroulement desfesti

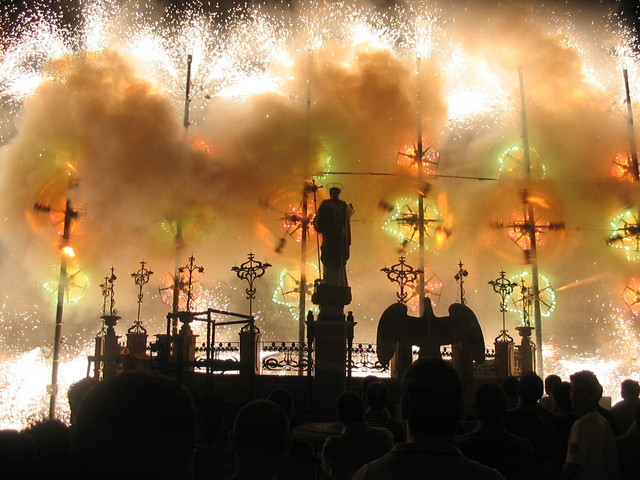
Le feu d'artifice clôturant la festa

Dans les mois qui précèdent la festa les membres du comité organisateur font la quête dans la paroisse pour recueillir les fonds nécessaires et principalement acheter les pétards et les fusées.
Le samedi matin tout le monde s'active à terminer les préparatifs pendant que les premiers pétards explosent signalant loin dans l'île la festa. Dans l'après-midi commence la dawra (la promenade), c'est la tournée de la famille et des amis mais aussi la visite de l'église décorée. La journée se termine en suivant la fanfare dans toutes les rues du village.
Le dimanche c'est la procession, la statue du saint est sortie de son sanctuaire et, placée sur un palanquin, elle fait le tour du village à dos d'hommes, plus la procession se rapproche de l'église plus les confettis pleuvent, plus les cloches sonnent, plus la fanfare s'époumone, plus les pétards éclosent. La journée se termine par un feu d'artifice aussi brillant et bruyant que possible, il faut faire plus beau et plus fort que la paroisse voisine.
Et le lundi, bien souvent, au lieu de reprendre le travail, c'est la xalata (la partie de campagne), toute la famille se retrouve au bord de la mer pour se reposer, déguster la fenkata (ragout de lapin) et jouer à la tombla (bingo) en écoutant la għana (musique traditionnelle maltaise).